# Сіліца (округ Рожнява)
Сіліца (словац. Silica) — село в окрузі Рожнява Кошицького краю Словаччини, історична область Гемера. Площа села 34,57 км². Станом на 31 грудня 2016 року в селі проживало 547 жителів.

## Історія
Перші згадки про село датуються 1340 роком.

## Населення
| Рік:            | 1994. | 2004.   | 2014.   | 2024.   |
| --------------- | ----- | ------- | ------- | ------- |
| Кількість осіб: | 638   | 582     | 553     | 519     |
| Різниця:        |       | -8,77 % | -4,98 % | -6,14 % |

| Рік:            | 2023. | 2024.   |
| --------------- | ----- | ------- |
| Кількість осіб: | 527   | 519     |
| Різниця:        |       | -1,51 % |